# Creando un rol
«Creando un rol» es el tercer y último libro del actor y director Konstantín Stanislavski sobre su método para aprender el arte de la actuación. Fue publicado por primera vez en ruso en 1957.
En las dos entregas anteriores, «Un actor se prepara» (1936) y «La construcción del personaje» (1948), Stanislavski describe formas en que un actor imagina la experiencia vivida de su personaje, y luego expresa esa vida interior y su personalidad a través del habla y el movimiento. «Creando un rol» aplica estos principios al ensayo, en el que el actor mejora su comprensión del papel y cómo se ajusta al guion.

## Síntesis
Este texto constituye un estudio sobre la interpretación de un rol, centrado en la clásica comedia «La desgracia de ser inteligente» de Aleksandr Griboyédov, escrita entre 1916 y 1920. Esta temprana exploración en el conocimiento de este tema fue el comienzo de lo que le preocuparía a Stanislavski por el resto de su vida en los diversos aspectos. A pesar de que en este último tomo Stanislavski no emplea la ficción (como sí lo hace en «Un actor se prepara» y «La construcción del personaje»), muchas de las ideas de los libros pasados se recogen en «Creando un rol». En algunos casos, estas ideas permanecieron sin variantes en los años subsiguientes; en otros, sufrieron sutiles y profundos cambios bajo la luz que la libre e incansable imaginación creativa de Stanislavski continuaba vertiendo sobre los problemas del actor.